# リリートレイン

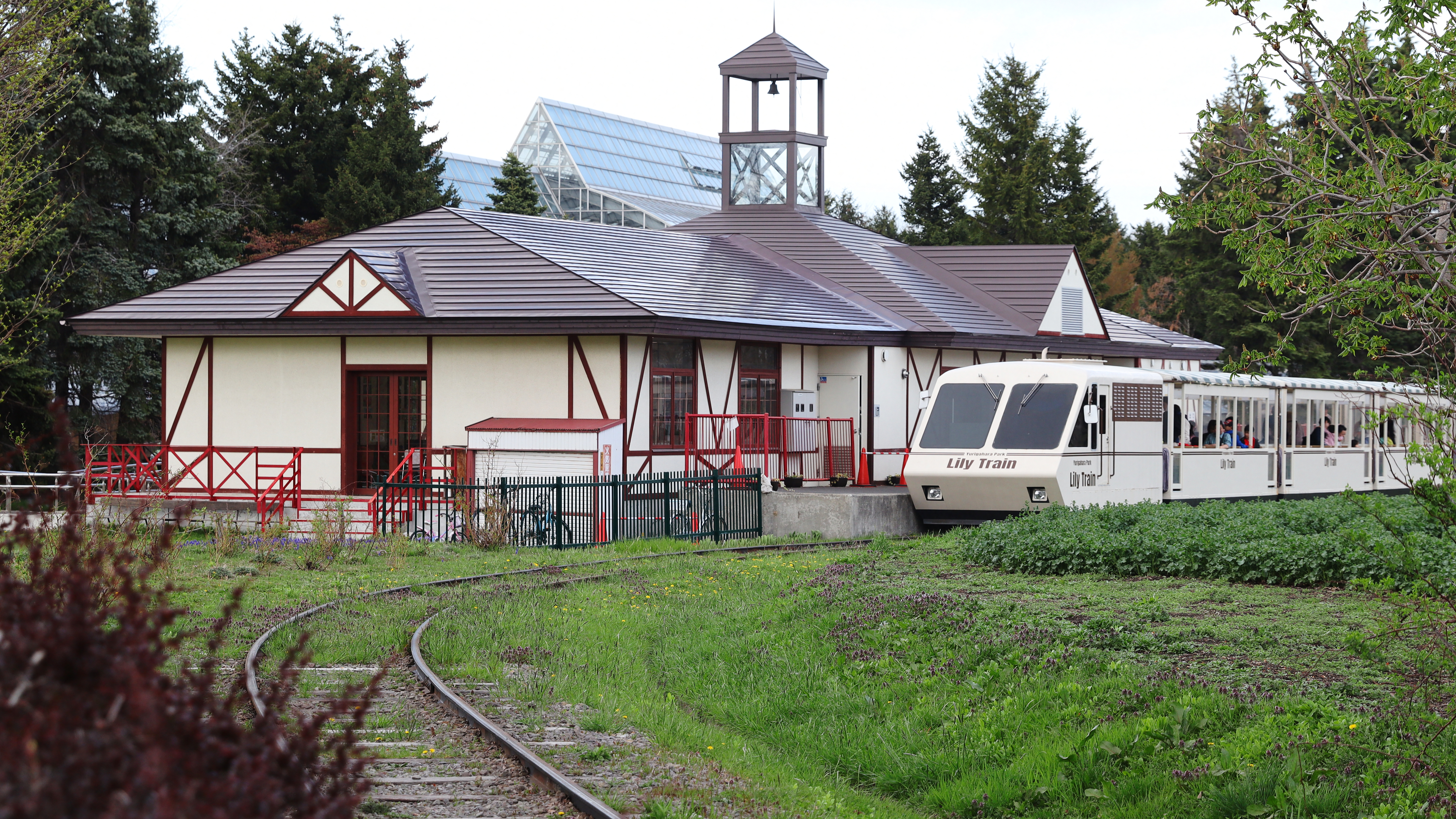
リリートレイン（2023年4月）

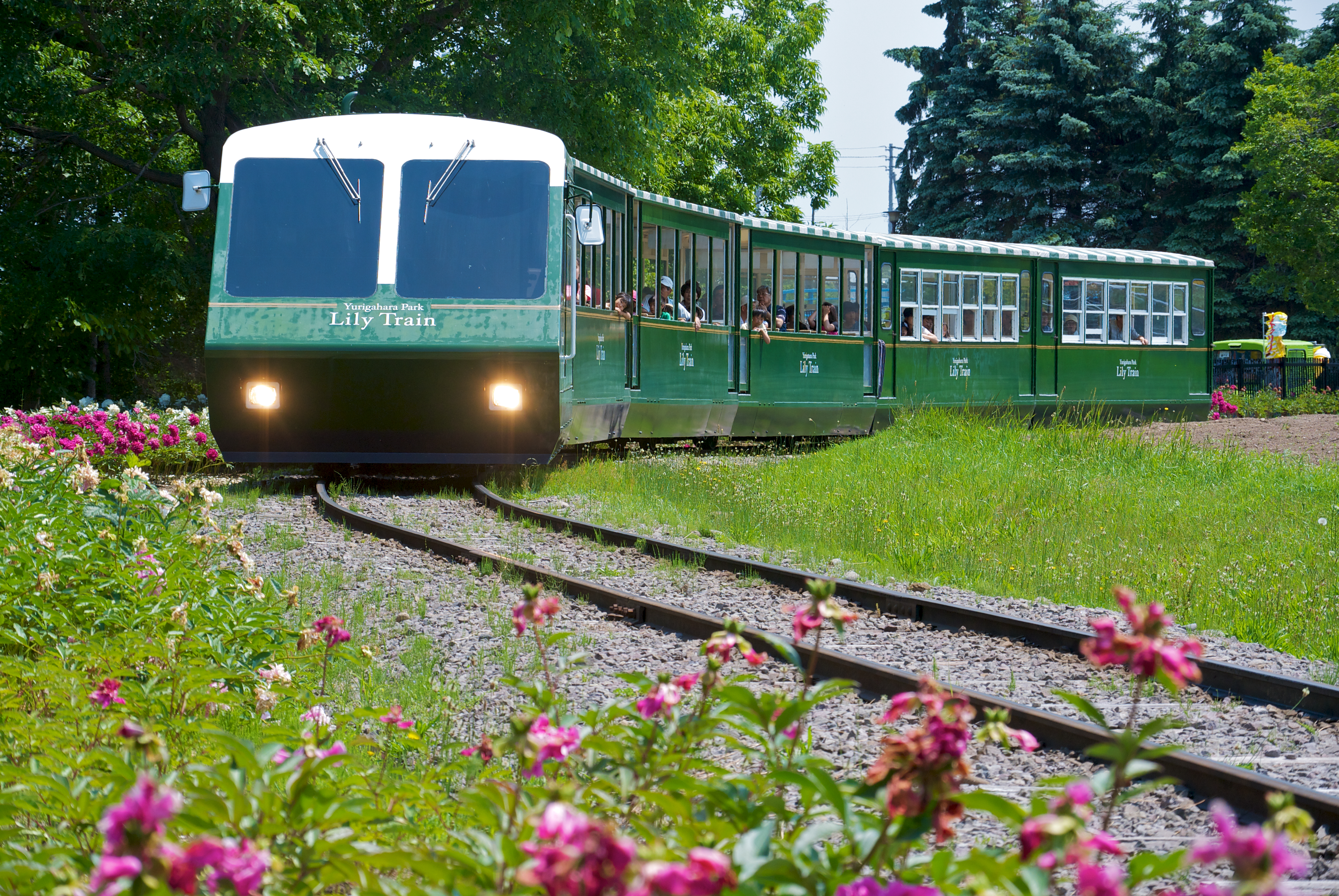
リリートレイン（2012年6月）

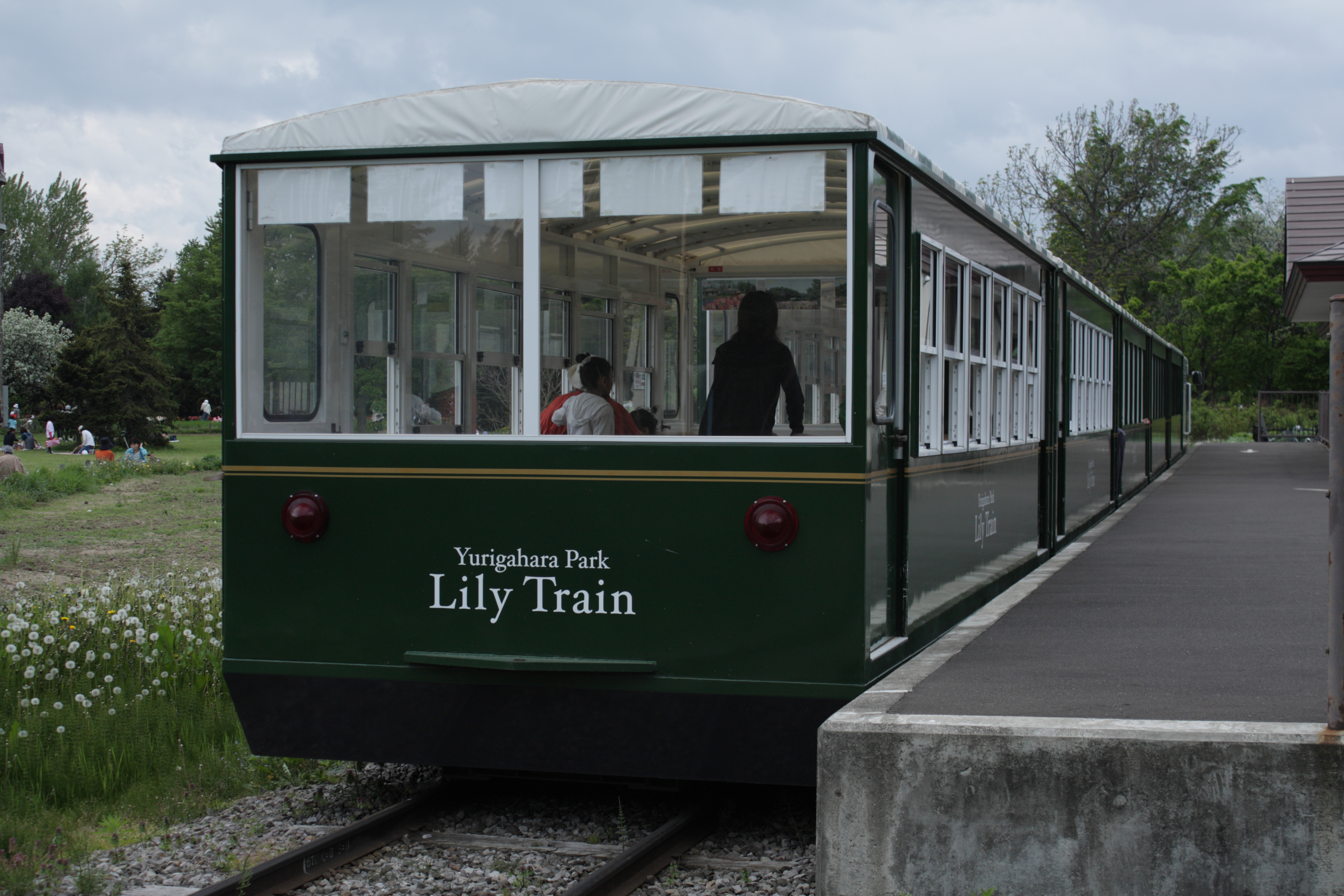
列車後部（2011年6月）

リリートレイン（LILY TRAIN）は、北海道札幌市百合が原公園内にある遊覧鉄道。園内を一周する遊具であるが、1,067mmの軌間を持つ狭軌規格で建設されており、踏切なども備える本格的な施設である。

## 概要
全国都市緑化フェア「'86さっぽろ花と緑の博覧会」の施設の一部として、老人・婦人子供・障害者への便宜を図るべく、1982年の国際園芸博覧会で運行された庭園列車をモデルとして鉄道施設を建設。会場の百合が原公園にちなみ「リリートレイン」と命名された。当初は博覧会事務局による設置を検討していたものの、会期後も設置され、日本宝くじ協会からの補助もあり札幌市緑化推進部が中心となり設置、車両・軌道を札幌市、プラットホームを博覧会事務局が建設した。
ディーゼル機関車が5両の客車を牽引し、季節毎の花（ユリ、ラベンダーなど）が咲き乱れる園内の一周約1kmの線路を反時計回りで走行する。一周の所要時間は10分強。シーズン時には20-30分間隔で走行する。

## 路線データ
- 路線距離（営業キロ）：1.2km（全線単線・非電化）
- 軌間：1,067mm
- 駅数：1駅（起終点駅含む）
- 走行速度：5～6km/h[2]
- 料金：小学生以上360円（2018年現在）[3]
  - 博覧会開催時は300円[1]

## 歴史
- 1985年 [1]
  - 1月19日 - 日本宝くじ協会からの建設助成金5000万円が決定。
  - 9月10日 - 軌道施設着工。
  - 11月11日 - 車両搬入。
  - 11月12日 - 試運転開始。
  - 11月25日 - 関係者試乗会・記者発表会を実施。
  - 11月30日 - 国際庭園前駅竣工。
- 1986年
  - 4月23日 - 国鉄北海道総局への運行システム委託を合意 [1]。
  - 6月18日 - 東ゲート前駅竣工。
  - 6月28日 - '86さっぽろ花と緑の博覧会の開催に合わせて開業。当初は白色のカラーリングで[3]、博覧会後も発着所として使われている主駅舎「百合の広場前駅」の他会場東側の世界の庭園ゾーンに本設駅「国際広場駅」、花のオリンピック広場ゾーンに近い東ゲート前に仮設駅「東ゲート駅」を設けた[1]。
  - 8月10日 - 博覧会期間中最高の8,978名が有料乗車[1]。
- 2003年 - 車両の老朽化に伴い更新工事を実施し油圧駆動装置への換装[2]、札幌市立高等専門学校の学生が考案した緑色のカラーリングへの塗替えを実施[3]。
- 2008年 - 廃油バイオ燃料の使用を開始。
- 2018年 札幌塗装工業協同組合青年部会の設立30周年事業として、車両を札幌市の定める「札幌の景観色」の一つである薄いベージュ色「百合が原」に塗り替える[3]。

## 機関車、客車の概要
- 当初より札幌交通機械が製造したディーゼル機関車、客車が使用されている[2]。

機関車
- 長さ：5.5m[2]（当初は7.9m[1]）
- 幅：2.6m[2]
- 高さ：2.8m[2]
- エンジン：三菱重工業S4K-E4T[2]（当初はDMH-17C[1]）
- 出力：95馬力[2]（当初は200馬力[1]）
- 駆動方式：HST油圧駆動方式[2]
- 通常時速：5～6km/h[2]

客車 - 窓付車2両・窓無車3両
- 長さ：7.15m
- 幅：2.6m
- 高さ：2.8m
- 定員：28名（開業当時は40名[1]）
- 重量：4.4t(窓付) / 4.2t(窓無)
- 車軸数：2

博覧会開催時は5両それぞれを駅ごとに区分し前2両に百合の広場駅、中間1両に国際庭園前駅、後尾2両に東ゲート前駅からの乗客を乗せ、1周1回を原則に乗車駅から1周し降車する形とした。